# PGC 29086
LEDA/PGC 29086, auch UGCA 193, ist eine Spiralgalaxie vom Hubble-Typ Sdm mit aktivem Galaxienkern im Sternbild Sextant am Südsternhimmel. Sie ist schätzungsweise 22 Millionen Lichtjahre von der Milchstraße entfernt und hat einen Durchmesser von etwa 30.000 Lichtjahren. Die Galaxie scheint in ihren Spiralarmen viele junge Sterne zu beherbergen.
Im selben Himmelsareal befinden sich u. a. die Galaxien NGC 3110, PGC 154569, PGC 182114, PGC 1036971.